# Sky Studios
Sky Studios es una productora fundada por Sky en junio de 2019 con activos de la ya desaparecida Sky Vision. Desarrolla, produce y financia dramas, comedias y documentales originales, y tiene inversiones en varias empresas de producción en el Reino Unido y los EE. UU.: Love Productions (de propiedad total), Blast Films!, Sugar Films, True North Productions, Chrysalis Vision, True to Nature, Longboat Pictures y The Lighthouse en el Reino Unido; Jupiter Entertainment, Talos Films, Znak & Co. y Catalina Content en Estados Unidos.
Como parte del lanzamiento de Sky Studios, la emisora también anunció que duplicaría su gasto en producciones originales a más de $1.300 millones en los próximos cinco años.
En septiembre de 2019, Sky Studios anunció que lanzaría un brazo estadounidense llamado The Hive, con sede en Nueva York y Tennessee, utilizando la experiencia de Jupiter Entertainment. En diciembre de 2021, Sky Studios vendió su participación minoritaria en Bad Wolf a Sony Pictures Television.

## Sky Studios Elstree
En diciembre de 2019, Sky anunció planes para desarrollar Sky Studios Elstree.  La instalación se está construyendo en Rowley Lane, Borehamwood, ubicada cerca de los Elstree Studios existentes. Se espera que los nuevos estudios abran en 2022 y proporcionarán espacio de producción para el contenido original de Sky, así como para producciones de cine y televisión de NBCUniversal, propiedad de la empresa matriz de Sky, Comcast.
Se espera que la instalación tenga 14 escenarios, siendo el más pequeño de aproximadamente 1.800 m² (19.000 pies cuadrados). También se espera que el sitio albergue instalaciones de posproducción y un cine de proyección en el lugar.

## Asociaciones
Sky Studios tiene asociaciones creativas con una variedad de productoras, incluidas Merman TV  (fundada por Sharon Horgan y Clelia Mountford), Rangabee (fundada por Romesh Ranganathan y Benjamin Green), The Apartment (parte de Fremantle y dirigida por Lorenzo Mieli) y un acuerdo global con el cineasta alemán Philipp Leinemann.

## Producciones originales
| Año  | Título                                 | Cadena original                                                                | Notas                                                                                         | Referencias   |
| ---- | -------------------------------------- | ------------------------------------------------------------------------------ | --------------------------------------------------------------------------------------------- | ------------- |
| 2020 | The New Pope                           | Sky Atlantic (Italia), HBO, Canal+                                             | Coproducción entre The Apartment, Wildside, Haut et Court TV, Mediapro, Sky Italia            | [ 21 ]        |
| 2020 | ZeroZeroZero                           | Sky Atlantic (Italia), Canal+, Amazon Prime Video                              | Coproducción entre Cattleya, Bartleby Film, Sky Italia                                        |               |
| 2020 | Gangs of London                        | Sky Atlantic (Reino Unido), Cinemax/AMC                                        | Coproducción entre Pulse Films, Sister Pictures, Sky UK                                       |               |
| 2020 | Devils                                 | Sky Atlantic (Italia), OCS                                                     | Coproducción entre Lux Vide, Sky Italia, Orange Studio                                        | [ 22 ]        |
| 2020 | Das Boot (temporada 2–)                | Sky One (Alemania)                                                             | Coproducción entre Bavaria Film, Sky Deutschland                                              | [ 23 ] [ 24 ] |
| 2020 | I Hate Suzie                           | Sky Atlantic (Reino Unido) (temporada 1), Sky Max (Reino Unido) (temporada 2–) | Coproducción entre Bad Wolf y Sky UK                                                          |               |
| 2020 | Two Weeks to Live                      | Sky One (Reino Unido)                                                          | Coproducción entre Kudos, Sky UK                                                              |               |
| 2020 | Petra                                  | Sky Atlantic (Italia)                                                          | Coproducción entre Cattleya, Bartleby Film, Sky Italia                                        |               |
| 2020 | The Third Day                          | HBO, Sky Atlantic (Reino Unido)                                                | Coproducción con Plan B Entertainment, Punchdrunk International, Sky UK                       | [ 25 ]        |
| 2020 | We Are Who We Are                      | HBO, Sky Atlantic (Italia)                                                     | Coproducción entre The Apartment, Wildside, Small Forward, Sky Italia                         |               |
| 2020 | Romulus                                | Sky Atlantic (Italia)                                                          | Coproducción entre Cattleya, Groenlandia, Sky Italia                                          |               |
| 2020 | Hausen                                 | Sky One (Alemania)                                                             | con Lago Film, Sky Deutschland                                                                |               |
| 2021 | A Discovery of Witches (temporada 2–3) | Sky One (Reino Unido) (temporada 1–2), Sky Max (Reino Unido) (temporada 3)     | Coproducción entre Bad Wolf, Sky UK                                                           |               |
| 2021 | Bloods                                 | Sky One (Reino Unido)                                                          | Coproducción entre Roughcut TV, Sky UK                                                        | [ 26 ]        |
| 2021 | Speravo de morì prima                  | Sky Atlantic (Italia)                                                          | Coproducción entre Wildside, Capri Entertainment, Fremantle, The New Life Company, Sky Italia | [ 27 ]        |
| 2021 | Anna                                   | Sky Atlantic (Italia)                                                          | Coproducción con Wildside, Arte France, The New Life Company, Sky Italia                      |               |
| 2021 | Intergalactic                          | Sky One (Reino Unido)                                                          | Coproducción conMoonage Pictures, Motion Content Group, Tiger Aspect Productions, Sky UK      | [ 28 ] [ 26 ] |
| 2021 | Domina                                 | Sky Atlantic (Italia), Sky Atlantic (Reino Unido)                              | Coproducción con Fifty Fathoms, Cattleya, Sky Italia                                          | [ 29 ]        |
| 2021 | Ich und die Anderen                    | Sky One (Alemania)                                                             | Coproducción entre Superfilm Filmproduktions GmbH, Sky Deutschland                            | [ 30 ]        |
| 2021 | Britannia (temporada 3–)               | Sky Atlantic (Reino Unido)                                                     | Coproducción con Vertigo Films, Neal Street Productions, Sky UK                               |               |
| 2021 | Brassic (temporada 3–)                 | Sky Max (Reino Unido)                                                          | Coproducción entre Calamity Films, Sky UK                                                     | [ 26 ]        |
| 2021 | The Ibiza Affair                       | Sky Atlantic (Alemania                                                         | Coproducción entre W&B Television, Sky Deutschland                                            | [ 31 ]        |
| 2021 | Temple (temporada 2–)                  | Sky Max (Reino Unido)                                                          | Coproducción entre Hera Pictures, Sky UK                                                      | [ 26 ]        |
| 2021 | Gomorrah (temporada 5)                 | Sky Atlantic (Italia)                                                          | Coproducción entre Cattleya, Sky Italia                                                       | [ 32 ]        |
| 2021 | Landscapers                            | HBO, Sky Atlantic (UK)                                                         | Coproducción entre Sister, South of the River Pictures, Sky UK                                |               |
| 2021 | A casa tutti bene - La serie           | Sky Serie (Italia)                                                             | Coproducción entre Lotus Production, Sky Italia                                               |               |

| Año  | Título                                                   | Cadena original          | Notas                                                 | Referencias   |
| ---- | -------------------------------------------------------- | ------------------------ | ----------------------------------------------------- | ------------- |
| 2021 | Murder at the Cottage: The Search for Justice for Sophie | Sky Crime (UK)           | Coproducción entre Hell's Kitchen, Dare Films, Sky UK | [ 33 ]        |
| 2021 | Shark with Steve Backshall                               | Sky Nature (Reino Unido) | Coproducción con True to Nature, Sky UK               | [ 34 ] [ 26 ] |

| Año  | Título                        | Cadena original        | Notas                                                       | Referencias   |
| ---- | ----------------------------- | ---------------------- | ----------------------------------------------------------- | ------------- |
| 2021 | Steve McQueen: The Lost Movie | Sky Documentaries      | Coproducción con Associated Rediffusion Productions, Sky UK | [ 34 ]        |
| 2021 | Bruno v Tyson                 | Sky Documentaries      | Coproducción con Workerbee, Sky UK                          | [ 34 ] [ 26 ] |
| 2021 | Hawking: Can You Hear Me?     | Sky Documentaries (UK) | Coproducción con Atlantic Productions, Sky UK               | [ 34 ]        |

### Con guion
Series actuales
- Blocco 181 (TBC) – para Sky Atlantic (Italia)[35] – with Red Joint Film, Sky Italia
- Paradiso (TBC) – para Sky One (Alemania) – coproducción entre Flare Entertainment, Sky Deutschland[36]
- Impero (TBC) – para Sky Italia – coproducción con Èliseo Entertainment, Sky Italia[37]

Series sin guion
- Greenpeace Inside - Mission: Saving the Planet (2022) - para Sky Documentaries (UK) – coproducción entre M.E. Works, Constantin Dokumentation, Sky UK[38]